# Complexo Militar de Alverca

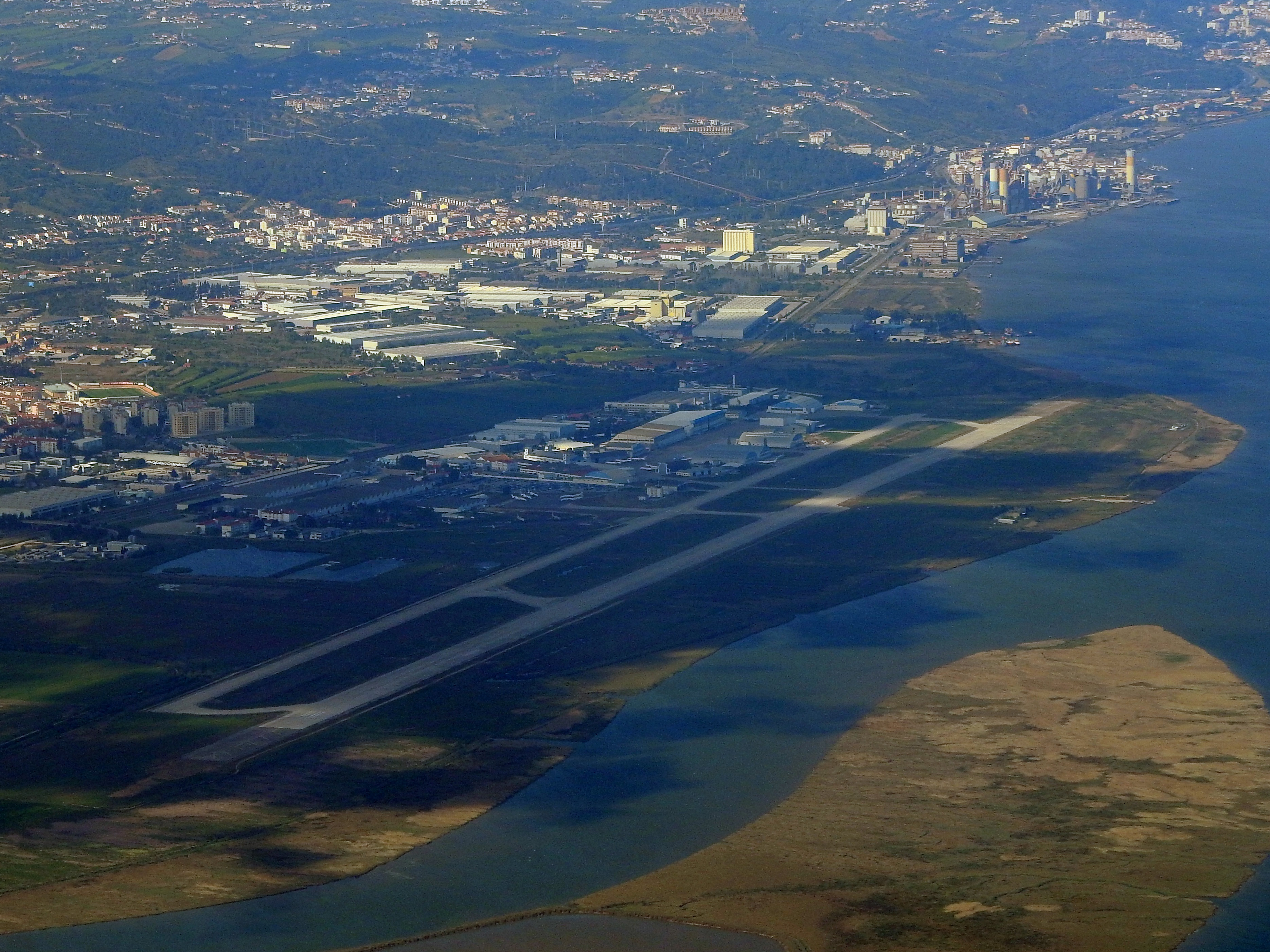
Complexo Militar de Alverca.

O Complexo Militar de Alverca é uma instalação da Força Aérea Portuguesa localizada em Alverca do Ribatejo. O complexo alberga vários organismos aeronáuticos, essencialmente vocacionados para a logística, nomeadamente:
- Depósito Geral de Material da Força Aérea;
- Grupo de Engenharia de Aeródromos da Força Aérea;
- OGMA - Indústrias Aeronáuticas de Portugal;[1]
- Museu do Ar.

O Complexo Militar de Alverca dispõe igualmente de um aeródromo, actualmente usado sobretudo para apoio aos organismos localizados na instalação.

## História
O Complexo Militar de Alverca tem uma grande importância para história da aeronáutica portuguesa, desde quase o seu início. 
A instalação foi activada em 1919 como aeródromo sede do Grupo Independente de Aviação de Bombardeamento (GIAB), sendo aí igualmente instaladas as OGMA (então Oficinas Gerais de Material Aeronáutico) e a Companhia de Aerosteiros. Progressivamente o aeródromo militar foi deixando de ter uma vertente operacional, para se transformar num aeródromo logístico de apoio aos vários organismos aeronáuticos instalados em Alverca. Segundo a organização da Força Aérea estabelecida na década de 1950, o aeródromo estava destinado a ser a Base Aérea Nº 8, a qual, no entanto, nunca foi activada, mantendo-se sempre como aeródromo logístico.
O aeródromo do Complexo Militar de Alverca caracteriza-se também por ter aí funcionado o primeiro aeroporto internacional português. O aeroporto, cuja denominação oficial era Campo Internacional de Aterragem destinava-se a servir de terminal às ligações aéreas internacionais com Lisboa, sendo desactivado em 1940 quando foi inaugurado o Aeroporto de Lisboa.